# Bit-O-Honey
Bit-O-Honey — американское кондитерское изделие, которое вывела на рынок компания Schutter-Johnson из Чикаго, штат Иллинойс в 1924 году. На то время это был новый вид сладких батончиков (не шоколадный), состоящий из шести долек, завёрнутых в вощёную бумагу, а затем в обёртку. Дольки представляли собой жевательный ирис медового вкуса с кусочками миндаля. Сейчас в продаже есть как полноразмерные батончики, так и маленькая версия размером с обычную конфету, последняя иногда продаётся в пакетиках по нескольку штук.
В 1969 году Schutter-Johnson была объединена с Ward Candy Company из Нью-Йорка, производящей несколько сортов конфет, включая Chunky, Oh Henry!, и Raisinets. Во второй половине 1970-х годов выпускалась версия со вкусом шоколада под названием Bit-O-Chocolate, но позже от этого продукта отказались. Другие варианты включали Bit o 'Licorice с лакрицей и Bit-O-Peanut Butter с ореховым вкусом. В 2017 году шоколадный вариант Bit-O-Honey был представлен повторно.
Кроме экспериментов со вкусом батончика, специалисты Ward Candy пытались обновить его внешний вид. Введённый тогда в качестве элемента персонификации улыбающийся шмель (или упитанная пчела) сохранился на этикетке Bit-O-Honey до настоящего времени.
В 1981 году Bit-O-Honey и другие бренды Ward были приобретены чикагской компанией Terson Company. 9 января 1984 Terson перепродала бренды Ward Candy Segment, включая и Bit-O-Honey, компании Nestlé. В мае 2013 года Nestlé продала бренд Bit-O-Honey компании Pearson's Candy Company в Сент-Поле, штат Миннесота.
20 ноября 2020 года Spangler Candy Company объявила о покупке Bit-O-Honey у Pearson’s Candy Company.
Bit-O-Honey по стилю и упаковке (в конфетном варианте) похож на Mary Jane, производства Necco. По состоянию на 2013 год батончик состоял из:
- кукурузного сиропа,
- сахара,
- обезжиренного молока,
- частично гидрогенизированного кокосового масла,
- миндаля,
- мёда (менее 2 %),
- соли,
- яичных белков,
- канолы и (или) сафлорового и (или) пальмового масла,
- модифицированного соевого белка,
- натурального ароматизатора,
- трет-бутилгидрохинона и
- лимонной кислоты.

## Галерея

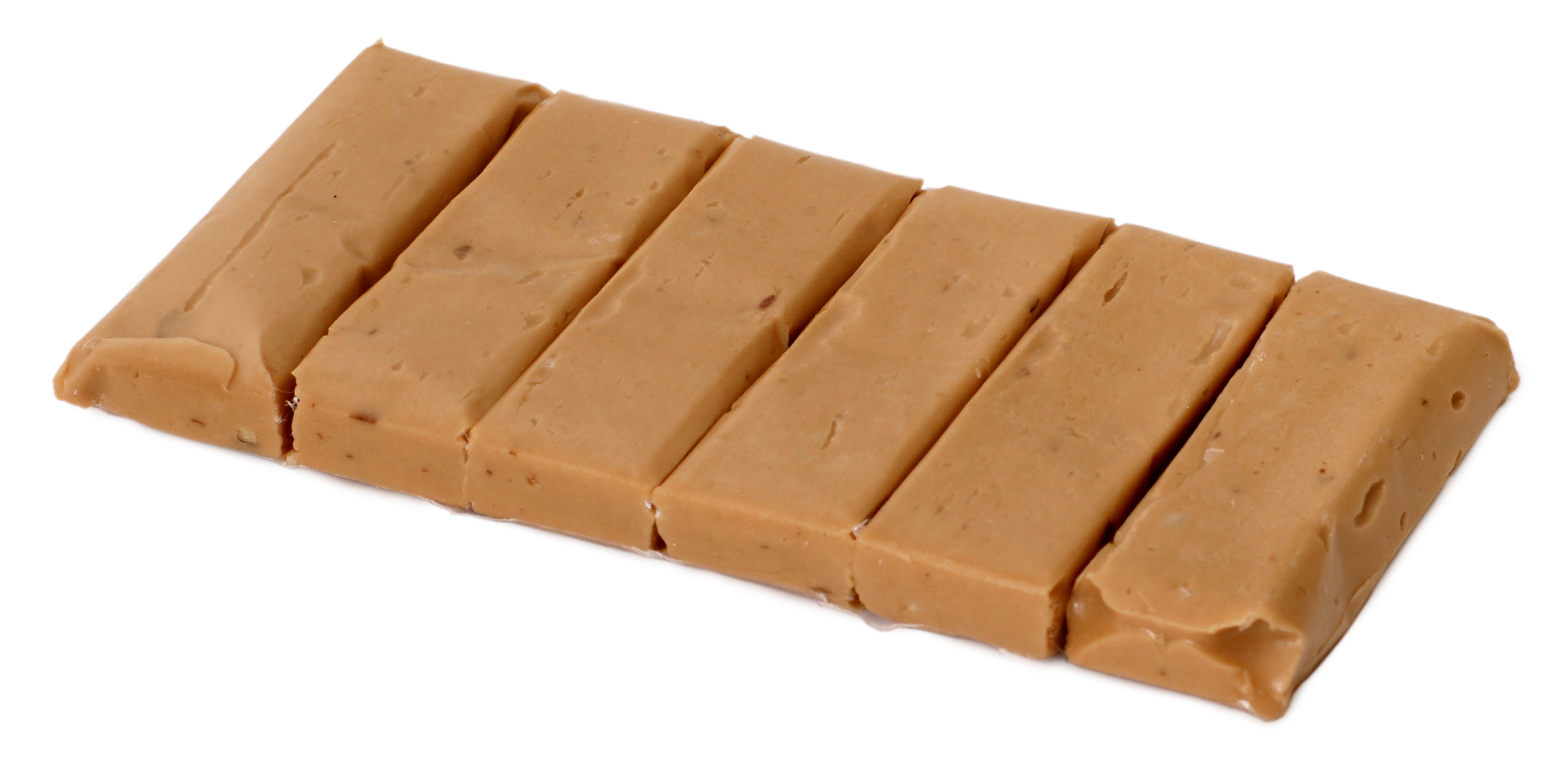
Bit-O-Honey без обёртки
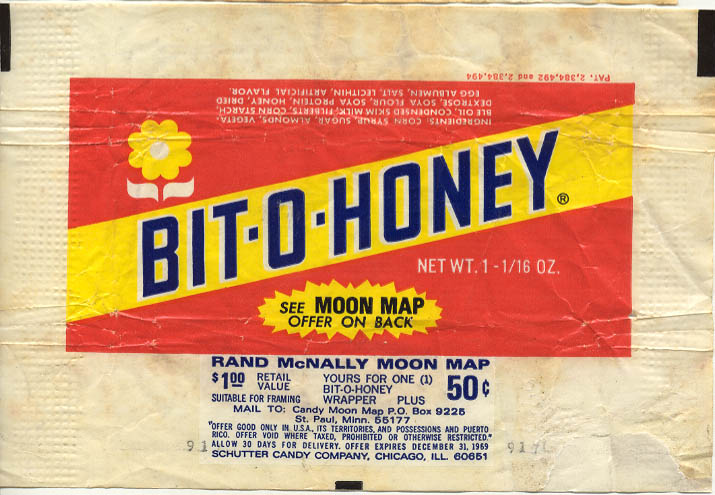
Старая обёртка Bit-o-Honey, около 1969 г.
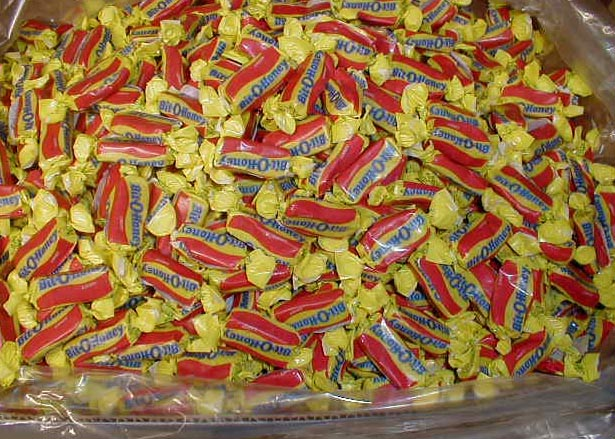
Bit-o-Honey размером с обычную конфету